# Danake
Danake – moneta srebrna bita w starożytności na Wschodzie (Persja, greckie miasta Azji Mniejszej), o wartości nieco większej niż obol.